# Godbluff
Godbluff je páté studiové album britské progresivní rockové skupiny Van der Graaf Generator, první po obnovení skupiny. Jeho nahrávání probíhalo mezi 9. a 29. červnem 1975 ve studiu Rockfield Studios v Monmouthu. Na rozdíl od předrozpadových alb skupiny toto neprodukoval John Anthony, ale skupina sama. Vyšlo v říjnu 1975 u vydavatelství Charisma Records (UK) a Mercury Records (USA).

## Seznam skladeb
| Pořadí         | Název              | Autor                  | Délka |
| -------------- | ------------------ | ---------------------- | ----- |
| 1.             | The Undercover Man | Peter Hammill          | 7:25  |
| 2.             | Scorched Earth     | Hammill, David Jackson | 9:48  |
| 3.             | Arrow              | Hammill                | 9:45  |
| 4.             | The Sleepwalkers   | Hammill                | 10:31 |
| Celková délka: | Celková délka:     | Celková délka:         | 37:29 |

## Obsazení
- Peter Hammill – kytara, zpěv, klavír, clavinet
- Hugh Banton – varhany, baskytara
- Guy Evans – bicí, perkuse
- David Jackson – saxofon, flétna